# Gangsterjagd in Lederhosen
Gangsterjagd in Lederhosen ist ein 1958 entstandenes, deutsches Filmlustspiel von Hubert von Blücher mit Beppo Brem und Rudolf Carl in den Hauptrollen zweier vertrottelter bayerischer Hobbyreporter.

## Handlung
Anton und Emil sind zwei Urbayern, simpel und doch auch bauernschlau, die es eines Tages in südliche Gefilde ans Meer verschlägt, wo sie als vorgebliche Reporter in haarsträubende Abenteuer verstrickt werden. Sie geraten nicht nur in einen Kriminalfall, sondern machen sogar Bekanntschaft mit einer waschechten, blonden und verführerischen Meerjungfrau, die natürlich Undine heißt.

## Produktionsnotizen
Gedreht 1958 unter dem Arbeitstitel Die Seeteufel von Angostura, wurde der Streifen am 28. Mai 1959 uraufgeführt. 

## Wissenswertes
Für den Sohn des Diplomaten Wipert von Blücher, Gebhard-Hubert Cecilius Sven Beatus von Blücher (* Stockholm 1924, † Düsseldorf 2008), war dies die einzige Spielfilmregie. Der nach dem Krieg überwiegend in Garmisch-Partenkirchen ansässige Blücher war bereits vor Kriegsende mit der reichsdeutschen Filmwirtschaft in Berührung gekommen und hatte nach 1945 überwiegend als Kameramann beim Naturfilm gearbeitet. Nach diesem verunglückten Ausflug zur Spielfilmregie hat man kaum mehr etwas von ihm gehört.
Schauspielerin Henriette Ahlsen war die zweite Ehefrau von Hauptdarsteller Rudolf Carl.

## Kritik
Das Lexikon des Internationalen Films nannte den Film eine „alberne Komödie“ und dekretierte knapp: „Lange wartet man auf einen wirklich komischen Einfall.“
Auch kino.de fand keine freundlichen Worte für diesen Schwank. Hier konnte man lesen: „Zwei Männer aus Bayern stellen sich in ihrem Leben reichlich dämlich an. Und weil sie ansonsten nicht viel zu tun haben, kommen sie auf die Idee, sich als Reporter auszugeben und den Süden unsicher zu machen. Bei diesem Trip erleben die beiden haarsträubende Abenteuer an der Grenze der Glaubwürdigkeit.“